# 佐藤満春
佐藤 満春（さとう みつはる、1978年〈昭和53年〉2月17日 - ）は、日本のお笑いタレント、ラジオパーソナリティ、放送作家であり、お笑いコンビ・どきどきキャンプのツッコミ担当である。相方は岸学。所属事務所はケイダッシュステージ。東京都町田市出身。桜美林大学文学部卒業。血液型O型。身長170cm。通称「サトミツ」。オードリーとの親交が深く、「オードリーのブレーン」「若林正恭の右腕」と呼ばれている。

## 概要
2001年、知り合いの紹介で岸学と「どきどきキャンプ」を結成し、2005年にケイダッシュステージに所属。
2008年、『爆笑レッドカーペット』（フジテレビ）での『24 -TWENTY FOUR-』ネタでどきどきキャンプがブレイク。2009年に『オードリーのオールナイトニッポン』（ニッポン放送）が始まり、作家見習いとして会議に参加しているうちに構成に入り、放送作家としてデビューし、タレントと二足の草鞋を履くようになった。
その後は単独での仕事が多く、趣味のトイレや掃除を活かした「トイレ博士」「掃除芸人」としてテレビ出演や雑誌連載をするとともに、ラジオのパーソナリティ、テレビ・ラジオなどの構成作家としても活動している。またオードリーの親友兼ブレーンで、「懐刀」とも呼ばれる
2021年のインタビューでは、自らの仕事について「放送作家が60、掃除やトイレが20、ラジオのパーソナリティと芸人が10ずつぐらい」の割合と答えている。
番組で共演して以来、日向坂46のファンとなり、テレビ番組で日向坂46についての魅力を語り、テレビやラジオで日向坂46の企画を出している。特に松田好花とは、松田からは「師匠」、佐藤からは「一番弟子」と呼び合う間柄である。

## 来歴

### デビュー前
幼少期のころから真面目だが勉強もスポーツも中の中程度であり、友達も少なく、小2のころで人生に絶望するなど、後ろ向きな性格はこの頃から形成されていた。
中学1年でラジオを聴き始め、『伊集院光のOh!デカナイト』（ニッポン放送）が生活の支えになるほど、ラジオにはまるようになる。そしてラジオでお笑い芸人が多いことから漫才やコントのネタ番組、お笑いライブを見るようになり、ネタを書いて高校の文化祭などで披露するようになった。お笑い芸人になることを考えるも、親や学校に反対され、大学へ進学。大学でもネタを書いて友人と学園祭などで披露したり、素人のライブに参加したりしていた。この頃単独ライブに通っていたのは、フォークダンスDE成子坂、バナナマン、ラーメンズで、好きだったのはふかわりょう 。また大学時代は、誰にも聴かせない自らのラジオ番組をカセットテープに録音していた。
好きなのはラジオ、お笑い、サッカーぐらいで、興味も特技も才能もない凡人だと諦め、消去法でお笑い芸人になってラジオの仕事に就くことを目指す。

### どきどきキャンプ結成、ブレイク
大学卒業から1年後の2001年、創価大学の落研に入っていて知り合いだった岸学と「どきどきキャンプ」を結成する。この頃、岸と同じ創価大学の落研所属で知り合いだった塙宣之（ナイツ）も相方を探している状況で、コンビを組んでいた可能性があったという。アミューズのお笑い部門に入るもすぐに閉鎖されたためインディーズでライブ活動を続け、2005年にケイダッシュステージに所属。
2008年、『爆笑レッドカーペット』（フジテレビ）で岸がジャック・バウアーの真似をする『24 -TWENTY FOUR-』ネタでどきどきキャンプがブレイク。この頃の佐藤は「ジャック・バウアーじゃない方」であり、2010年には『雨上がり決死隊のトーク番組 アメトーーク!』（テレビ朝日）の「じゃない方芸人」に出演している。もっとも佐藤は、これまでも岸のキャラを活かしたコントをしてきたことから「じゃない方芸人」であることを自覚しており、逆に「じゃない方」と呼ばれることは誉め言葉だと思っている。
アルバイトも辞めることができ、テレビにも多く出るようになるが、佐藤自身は収録でしゃべれない日々が続き、他の若手芸人と比べ、テレビでうまく立ち回ることができず、結果を残せないことに悩んでいた。お笑い界の中心になることもなるつもりもないので、自分のやるべきことを考えるようになる。

### 放送作家として
もともとラジオに憧れがあったが、どきどきキャンプでラジオの特番を行ったことからラジオの仕事をしたいと強く願うようになり、中学からの頃のように自らラジオの原稿を書いたり、録音したりしていた。
2009年10月に『オードリーのオールナイトニッポン』（ニッポン放送）が始まり、頼み込んで2回目の放送時に見学したとき、『伊集院光のOh!デカナイト』を手掛けていた藤井青銅が番組構成としていたため、経緯などを話したら見習いとして毎週収録に参加するように誘われ、手伝ううちに番組の会議等にも参加するようになり、2010年に『オードリーのオールナイトニッポン』の構成作家となった。
2011年、『オードリー春日のカスカスTV』（テレ朝チャンネル）でテレビの構成作家としてもデビューする。2012年に始まった『たりないふたり』（日本テレビ）を手伝っているとき、企画・演出の安島隆から『スッキリ』（日本テレビ）のプロデューサーを紹介してもらい、報道コーナーや「クイズッス」を担当するなど、人のつながりで放送作家の仕事が増えていった。
構成作家としての目標に、『ワールドビジネスサテライト』（テレビ東京）を挙げている。

### ラジオパーソナリティとして
2010年、ラジオでトイレの話をしたところ、 宮川賢が食いつき、宮川がパーソナリティである『おはよう!SPOON』（ラジオ日本）の月1レギュラーにどきどきキャンプが選ばれた。2011年11月、宮川がディレクター、構成が宮川と佐藤、パーソナリティの佐藤が30分間トイレのことを話す『佐藤満春in休憩室』（ラジオ日本）が始まった。
その後、『ON8+1』（bayfm）、『佐藤満春のジャマしないラジオ』（InterFM）などで構成兼パーソナリティを務め、音楽の知識を生かした生放送を行っている。

### トイレ・掃除について
2002年、『プロジェクトX〜挑戦者たち〜』（NHK総合）で放送された温水洗浄便座の開発秘話に衝撃を受けてトイレの勉強を始め、さらに知り合いの清掃業者のトイレ掃除の仕事現場にボランティアで立ち会うようになった。さらにトイレだけでなく、掃除全般にも興味を広げるようになり、2006年からトークライブ等でもトイレや掃除についての話をするようになった。
一般社団法人日本トイレ協会の会員となり、「名誉トイレ診断士」「掃除能力検定士5級」「トイレクリーンマイスター」などの資格を持ち、「トイレ博士」を名乗り、トイレや掃除に関する著書も複数出版している。2010年と2011年には日本トイレ協会から「グッドトイレ選奨」を2年連続で受賞した。
トイレ関連で初めての仕事が『おはよう!SPOON』（ラジオ日本）の月1レギュラーで、パーソナリティの宮川賢とはトイレイベントを一緒に開催するようになった。
『雨上がり決死隊のトーク番組 アメトーーク!』の「トイレの神様芸人」「掃除大好き芸人」に出演し、トイレ、掃除関係の活動が広く知られるようになった。
「小学生がトイレでうんちをできない」という問題を解決すべく、人脈を活かして2015年2月にトイレにかかわる唄を歌うトイレバンド「サトミツ＆ザ・トイレッツ」を結成する。メンバーは山田稔明（GOMES THE HITMAN）、伊藤俊吾（キンモクセイ）、佐々木良（キンモクセイ）、伊藤健太（ex. ゲントウキ）、森信行（ex. くるり）。2015年11月10日（トイレの日）に初ライブ。2016年11月10日、CD『あしたトイレに行こう』をインディーズで発売。2017年11月10日、アリオラジャパンよりアルバム『ホワイト・アルバム』でメジャーデビュー。2018年12月、日本トイレ協会のグッドトイレ推進運動公式テーマソングに「日本のトイレからこんにちは」が選ばれた。
メディアに出る時はトイレ、掃除に関することが多く、それらにまつわるイベント関連の常連となっている。『有吉ゼミ』（日本テレビ）、『スッキリ』（日本テレビ）、『news every.』（日本テレビ）などのテレビ番組では、トイレ、掃除に関する専門家として出演している。

### 日向坂46について
2018年、『ひらがな推し』（テレビ東京）のヒット祈願ロケにMCとして参加して以来、日向坂46（当時はけやき坂46）のファンとなる。番組名が変わった『日向坂で会いましょう』でも、ヒット祈願ロケにはMCとして常に参加している。特にリトルトゥース（『オードリーのオールナイトニッポン』のリスナー）でもあるメンバーの松田好花とは「師匠」「よくできた一番弟子」と呼び合っており、自らのラジオにもゲストとして呼んでいる。
『日向坂46のオールナイトニッポンGOLD』『日向坂46のオールナイトニッポン0(ZERO)』では構成を務めている。齊藤京子が出演している『キョコロヒー』（テレビ朝日）では、日向坂46に詳しいということで、作家の一人に選ばれている。2021年10月からは、2年前から佐藤が企画書を出していたという松田好花の冠番組、『ひなこい presents 日向坂46松田好花の日向坂高校放送部』（ニッポン放送）が始まった。

## 人物
自らの存在感がないことを認めているが負の感情はなく、誰かを立たせることができることについて武器かつ自分の個性と考えている。
自分の好きなこと、興味を持ったことはとことん調べるタイプ。また、テレビに出る時は事前の準備を怠らない。
『たりないふたり』（日本テレビ）は若林正恭、山里亮太、企画・演出の安島隆、佐藤の4人で会議を行っていたが、若林と山里が漫才のようにしゃべっているのをすぐにMicrosoft Wordで打って原稿を作り、終了後に印刷して差し出した。山里は人の話をまとめるのがうまいと絶賛している。
小学校1年からサッカーをやっていた。地元であるFC町田ゼルビアの熱烈なサポーターである。
2010年10月2日、一般人女性と入籍。同年11月5日にUSTREAM番組『沈黙』で結婚を発表した。

### オードリーとの関係
オードリーの若林正恭、春日俊彰とは親友。若林とは事務所に入ったころから仲がよく、まだお互いに売れていなかった2006年ごろから、オードリーのライブの手伝いをしていた。佐藤が芸人として鳴かず飛ばず、生活にも困っていた時に春日から凝ったプレゼントで10万をもらったこともあった。後に佐藤は10万を返そうとしたが、春日はこれも凝った返事で断ったという。
若林のネタ作りに立ち会い、漫才の稽古で若林とやるときは春日役を、春日とやるときは若林役を演じていて、「オードリーのブレーン」と呼ばれている。
春日の結婚相手を紹介、オードリーのマネージャーや水口健司ディレクター（シオプロ）と共に他人には理解できない「春日語」で会話をすることができる、若林が女性と同棲（後に結婚）する時の引っ越しを手伝うなど、2人に関わるエピソードは多い。若林や春日のそれぞれの結婚、春日の第一子誕生などについても世に出るまで互いのコンビ相手にすら黙っているなど、口の堅さには定評がある。

### 日向坂46との関係
けやき坂46（現・日向坂46）の冠番組である『ひらがな推し』（テレビ東京）の2018年6月に放送された、アルバム『走り出す瞬間』のヒット祈願であるバンジージャンプのロケに、MCとしてどきどきキャンプが立ち会った。佐藤は事前にグループのことは勉強して収録に臨んだが、現場の空気が想像以上に壮絶で、ロケが終了した途端に佐藤が号泣し、その様子が放映された。それ以来けやき坂46をチェックするようになり、同番組内の2019年3月に放映されたデビューシングル『キュン』ヒット祈願駅伝のロケにもMCとして参加。駅伝の第1区終了時点のインタビューですでに号泣、さらに全区間走破のゴール後も号泣した。同年12月3日放送の「オードリーとの距離をもっと縮めよう!後編」の回で佐藤の写真が映り、フルネームを答える問題では、誰1人正解したメンバーはいなかった。
『ひらがな推し』で号泣した時の「6歳の息子がいるから」というフレーズは、『オードリーのオールナイトニッポン』で若林が真似するなど話題になり、日向坂46内でも流行った。佐藤の妻や息子も日向坂46のファンである。
日向坂46ファンの間では、号泣することを「サトミツ化」、「サトミツる」などと表現することがあり、2019年4月18日に『ニンゲン観察バラエティ モニタリング』（TBS）で春日俊彰が交際相手にプロポーズした様子が放送されたとき、若林正恭が番組内で号泣したことや視聴者自身が泣いたことを「サトミツ化」などとTwitterで書いていた。そのためか、この日のTwitterでは、「サトミツ」がトレンド入りしている。
自分のラジオの冠番組に日向坂46のメンバーを呼ぶ、ラジオで日向坂46についての話を熱く語る、雑誌やテレビ番組で日向坂46の魅力を語る、放送作家として番組の企画で日向坂46の名前を出すなど、おひさま（日向坂46を応援するファンの名称）として知られている。

## 出演

### 現在のレギュラー番組
テレビ
- 有吉ゼミ（日本テレビ、2015年9月14日 - ） - 準レギュラー、「佐藤満春の掃除術」→「汚部屋片付けレスキュー」コーナー担当、2か月から3か月に1回出演
- 家事えもん＆サトミツのお助け！おうちの達人 → 家事芸人サトミツ＆マツハシのお助け！おうちの達人（BS朝日、2021年11月27日、2022年4月24日 - ） - 冠番組

配信
- ゼルチャン（Player!・FC町田ゼルビアYouTube公式チャンネル）
- 佐藤満春 浜谷健司の行け!ゼルビアルディージャ（佐藤満春YouTube公式「サトミツちゃんねる」・GERA、2022年4月 - ） - 構成も担当
- 佐藤と若林の3600（2021年12月10日・2022年1月21日・26日、4月22日 - 、Amazon Audible） - 冠番組、隔週配信、構成も担当。
- グラッチェ×グラッチェ（2023年3月3日 - 、GERA） - 隔週配信、構成も担当。

### 現在の特別番組・不定期出演
特番は不定期出演以外はMCもしくはメインキャストでの出演のみ。
テレビ
- FC町田ゼルビアをつくろう〜ゼルつく〜（AbemaTV、2020年） - 2020シーズン準レギュラー。現在は不定期出演。#100（2022年6月24日放送）ナレーションも担当。
- 日向坂で会いましょう（テレビ東京、不定期） - 主にヒット祈願・ヒットキャンペーンMC担当。2022年5月9日・16日はオードリーと共にMCを担当
  - 2019年9月30日
  - 2019年11月4日
  - 2020年2月17日
  - 2020年9月14日・21日
  - 2021年5月17日・24日・31日
  - 2021年10月25日
  - 2022年5月9日・16日）

- 坂上くんが試してみた!!通販☆家事スクール（テレビ朝日、2020年10月11日 - ） - 不定期出演

ラジオ
- 佐藤満春のあなたの話、聴かせてください（ニッポン放送、不定期） - 冠特番、構成も担当
  - 2020年7月13日
  - 2020年10月19日
  - 2021年2月15日
  - 2021年4月19日
  - 2022年1月24日
  - 2022年4月18日
  - 2023年1月3日

### 過去のレギュラー番組
テレビ
- ジモト応援！つながるNEWS（J:COMチャンネル 川崎・町田・稲城エリア、2020年12月4日 - 2021年3月29日） - 金曜MC

ラジオ
- 佐藤満春in休憩室（ラジオ日本、2012年11月4日 - 2024年3月30日） - 冠番組、構成も担当。
- ON8+1（bayfm、2016年4月5日 - 2020年3月31日） - 火曜パーソナリティ、構成も担当
- トイレ博士サトミツの知っトイレ!（TBSラジオ、2017年3月28日） - 冠番組
- 佐藤満春のジャマしないラジオ（InterFM、2020年4月23日 - 2024年3月28日） - 冠番組、構成も担当。

### 過去の特別番組・不定期出演
特番は不定期出演以外はMCもしくはメインキャストでの出演のみ。
ラジオ
- 伊集院光とらじおと（TBSラジオ、2019年11月5日 - 2022年3月24日番組終了） - レポーターとして不定期出演

配信
- 街録ch〜あなたの人生、教えて下さい〜（YouTube、2021年）

## 放送作家

### 現在の担当番組
テレビ
- ニャンちゅう!宇宙!放送チュー!（NHK Eテレ、2018年4月8日 - ） - 構成[91]
- オードリーのNFL倶楽部（日本テレビ、2019年9月13日 - ） - 2019年より構成担当[92]
- ヒルナンデス（日本テレビ、2020年4月6日 - ） - 月曜の構成担当[93]
- サッカーGK研究会 → 月刊ゴールキーパー〜Jリーグスーパープレイ〜（BS日テレ、2021年3月20日 - ） - 構成[94]
- キョコロヒー（テレビ朝日、2021年4月1日 - ） - 構成[94][95]
- ハマスカ放送部（テレビ朝日、2021年10月8日 - ） - 構成[96]
- DayDay.（日本テレビ、2023年4月3日 - ） - 全曜日（月曜 - 金曜）構成[97]

ラジオ
- オードリーのオールナイトニッポン（ニッポン放送、2010年 - 2015年、2019年4月6日 - ） - 構成
- 目﨑雅昭 HAPPY WEDGE（ラジオ日本、2015年1月4日 - ） - 構成[98]
- ゆいまるとすこしだけ、よふかし。（InterFM、2021年4月6日 - ） - ラジオドラマ脚本[96]
- 地元応援 マチラブ!（エフエムさがみ、2021年4月1日 - ） - アドバイザー[99]
- いいこと、聴いた（TOKYO FM・JFN系全国ネット、2021年10月3日 - ） - 構成[96]
- 日向坂46潮紗理菜のサリマカシーラジオ（InterFM、2023年4月4日 - ） - 構成[100]
- 日向坂46・松田好花のオールナイトニッポン0(ZERO)（ニッポン放送、2023年10月29日 - ） - 構成[101]

配信
- 日本プロサッカー選手会「ONE1-GK公式チャンネル」（YouTube）

### 過去の担当番組
テレビ
- オードリー春日のカスカスTV（テレ朝チャンネル、2010年4月8日 - 2011年5月27日） - 構成[2]
- おどおどオードリー（フジテレビワンツーネクスト 、2011年12月23日 - 2013年3月22日） - 構成[2]
- たりないふたり（日本テレビ、2012年4月4日 - 6月20日） - 構成[20]
  - もっとたりないふたり（日本テレビ、2014年4月12日 - 6月28日） - 構成
  - たりないふたり2020〜春夏秋冬〜（日本テレビ、2020年） - 構成
- PON!（日本テレビ、 不明 - 2018年3月31日） - 構成[102]（当初は金曜のみ、現在は毎日）
- 世界は言葉でできている（フジテレビ、2012年10月24日 - 12月19日） - 構成[2]、第2期（ゴールデン進出後）から担当
- とんぱちオードリー（フジテレビ 、2014年10月13日、2015年4月13日、9月29日、2016年4月5日） - 構成[2]
- AKB チーム8のブンブン!エイト大放送（日本テレビ、2017年1月28日 - 4月1日） - 構成[2]
- 史上空前!! 笑いの祭典 ザ・ドリームマッチ（TBS、2020年4月11日）- 構成
- ノギザカスキッツ （日本テレビ、2020年6月16日 - 10月27日） - 構成
  - ノギザカスキッツ ACT2（日本テレビ、2020年11月10日 - 2021年4月6日） - 構成
- ゴー!ゴー!キッチン戦隊クックルン（NHK Eテレ、2021年5月6日 - 2021年9月） - 実写パート片付け監修（5代目）[94]
- #家族募集します（TBS、2021年7月9日 - 9月24日） - 脚本協力
- スッキリ（日本テレビ、2012年 - 2023年） - 月曜 - 金曜「クイズッス」構成担当[19]
- くりぃむナンタラ（テレビ朝日、2022年4月3日 - 2023年3月19日） - 構成[103][104]
- ズームイン!!サタデー（日本テレビ、2022年4月2日 - 2025年3月29日 ） - 構成[105]

ラジオ
- 本村康祐・西岡隼基のオールナイトニッポン0(ZERO)（ニッポン放送、2012年4月6日 - 2013年3月29日） - 構成[106]
- テリー伊藤のフライデースクープ そこまで言うか!（ニッポン放送、2013年4月 - 不明） - 構成[107]
- スパカン!（文化放送 2013年4月6日 - 2015年3月27日） - 構成[108][109]
- With you（bayfm、2015年4月5日 - 2016年3月31日） - 木曜構成[109][22]
- 中村優一 君の話も聞かせて（ベイエフエム、2015年10月14日 - 2016年3月30日） - 作家[22]
- 土屋礼央 レオなるど（ニッポン放送、2016年3月28日 - 2019年3月28日） - 木曜構成[110]
- 関ジャニ∞・丸山隆平 Bassist Bar（TBSラジオ、2017年12月27日・2019年1月4日） - 構成
- ナイツ ザ・ラジオショー（ニッポン放送、2020年9月8日 - 2023年9月5日） - 火曜担当[111]
- ひなこい presents 日向坂46松田好花の日向坂高校放送部（ニッポン放送、2021年10月2日 - 2023年9月30日） - 構成[96]

配信
- Creepy Nutsの“悩む”相談室メジャーデビュー特別編〜放送がそのままCDに収録されちゃうよ！（LINE LIVE、2017年6月28日） - （Creepy Nutsデビューシングル『高校デビュー、大学デビュー、全部失敗したけどメジャーデビュー。』（2017年8月2日発売）に収録） - 構成[112]
- 春日ロケーション 〜春日プロデューサーの旅番組〜（2023年9月15日・22日、日本テレビ / 2023年9月15日 Hulu順次配信開始） - 地上波特別編2回、Hulu全12回[113]。

## 舞台
- 佐藤満春プロデュース公演「劇、佐藤満春」（2017年 - 2018年 年1回公演） - 作、演出、出演[114][115]
- 劇団KGY本公演「夜中に高回転」（2019年 第1回 - 第3回） - 作・演出・出演

## 作品

### シングル
サトミツ＆ザ・トイレッツ
- あしたトイレに行こう（2016年11月10日、ケイダッシュステーシ）

### アルバム
サトミツ＆ザ・トイレッツ
- ホワイト・アルバム（2017年11月10日、アリオラジャパン）

### 掃除グッズ
- びっくりProトイレクリーナーサトミツ棒DX（サンコー） - トイレブラシ
- びっくり抗菌キッチン用クリーナー サトミツボール（サンコー） - 台所用スポンジ

### 連載
- 月刊ビッグガンガン「オオギリの研究」（Vol.1（2011年10月25日発売号）[116] - 2015年[109]） - 読者投稿コーナー
- 東京スポーツ「明日話せるトイレの話」（2012年4月 - 9月） - 隔週木曜掲載[117][118]
- 熊本日日新聞「くまモン」（4コマ漫画原作、2013年） - 不定期[119]
- 月刊灯台「佐藤満春のトイレ学〜水に流せない話」（2014年 - 2017年7月号）
- 月刊潮「サトミツの知っててよかった！ お掃除豆知識」（2020年1月号 - ）

### 著書
- 芸能界No.1トイレマニア 佐藤満春のトイレ学（2016年11月10日、第三文明社、ISBN 978-4-476-03361-8） - 月刊『灯台』（第三文明社）の連載をまとめたもの、ほか。
- 恥ずかしがらずに便の話をしよう（2017年10月24日、マイナビ出版、ISBN 978-4-839-96482-5） - 監修は大竹真一郎。
- たのしくて、う～んとタメになる! せかいのトイレ（2017年7月14日、日本能率協会マネジメントセンター、ISBN 978-4-820-72752-1） - 作者はERIKO、佐藤は監修。
- トイレの輪 〜トイレの話、聞かせてください〜（2020年8月20日、集英社文庫、ISBN 978-4-087-44150-5） - 春日俊彰、朝井リョウらとの対談集。WEB連載をまとめたもの。
- どきどきキャンプ・佐藤満春の感動の掃除術（2020年11月22日、宝島社、ISBN 978-4-299-01036-0）
- スターにはなれませんでしたが（2023年2月17日、KADOKAWA、ISBN 978-4046059833）